# Центральна Хорватія
Центральна Хорватія (Середня Хорватія, власне Хорватія; хорв. Središnja Hrvatska, англ. Croatia proper) — одна з чотирьох історичних областей Республіки Хорватія поряд із Далмацією, Славонією та Істрією. Розташована між Славонією на північному сході, Адріатичним морем на південному заході та Далмацією — на півдні. Область офіційно не визначена, а її межі та площа описуються різними джерелами по-різному. Центральна Хорватія є найважливішою економічною зоною країни, яка дає понад 50 % ВВП Хорватії. Найбільшим містом і найважливішим економічним центром Центральної Хорватії є столиця Хорватії Загреб.
Центральна Хорватія як така виникла тільки в 1522 році, коли столицю Хорватії було перенесено з Далмації у Бихач.
Центральна Хорватія охоплює низку менших областей: Ліку, Горський Котар, Меджимур'є, Хорватське Примор'я, Подравину, Посавину, Кордун, Бановину, Пригір'я, Турополє, Мославину та Жумберак. Центральна Хорватія перетинає межу між Динарськими Альпами і Тисо-Дунайською низовиною, яка пролягає вздовж річки Сави від Жумберака до Бановини.
Ліка і Горський Котар є частиною Динарських Альп і включає п'ять із вісьмох гір Хорватії, висота яких понад 1500 м. У цій області переважає карстова топографія, що виражається у специфічних формах рельєфу та гідрології через взаємодію карсту і водних потоків краю, про що свідчать Плитвицькі озера. Більша частина області має помірно теплий та дощовитий континентальний клімат, хоча на більших висотах спостерігається значний сезонний сніг. Область майже виключно належить до чорноморського річкового басейну і охоплює більшість великих річок, що течуть у Хорватії. Тисо-Дунайська ж низовина демонструє рівнини, перемежовані — особливо в річкових долинах уздовж Сави, Драви та Купи — пагорбами і горами, що розвинулися як елементи горсту і грабену.
Межі Центральної Хорватії сформувалися внаслідок територіальних втрат середньовічної Хорватії на користь Венеційської республіки та хорватсько-османських воєн, починаючи з XV століття. Насправді, Центральна Хорватія приблизно відповідає тому, що називається «reliquiae reliquiarum olim magni et inclyti regni hentai» (релікти реліктів колишнього великого і славного Королівства Хорватії) та наступного Королівства Хорватія у межах Габсбурзької імперії. Область містить більшість зі 180 збережених чи відновлених замків та особняків Хорватії, оскільки впродовж усієї своєї історії їй удалося уникнути будь-якої великомасштабної воєнної шкоди. Чільні місця у плані культури серед міст області посідають Вараждин і Загреб. Західна частина краю є природним бар'єром між Адріатичним морем і Тисо-Дунайською низовиною, і це, разом із хорватсько-османськими війнами і породженим ними статусом військового порубіжжя, сприяло до відносно слабкого розвитку економіки та інфраструктури цієї території.